# Mischbinder
Zur Herstellung von Mörtel benötigt man je nach Verwendungszweck unterschiedliche Bindemittel wie z. B. den Mischbinder.
Der Mischbinder ist ein hydraulisches Bindemittel, das fein gemahlenen Trass, Hochofenschlacke oder Hüttensand sowie Kalkhydrat oder Portlandzement als Anreger zur Erhärtung enthält.
Mischbinder erhärtet sowohl an der Luft als auch unter Wasser, da er zu den hydraulischen Bindemitteln gehört.
Seine Druckfestigkeit ist nach DIN 4207 auf mindestens 15 N/mm² nach 28 Tagen festgelegt.
Der Gebrauch beschränkt sich auf die Herstellung von Mörtel und unbewehrten Beton, für andere Mörtel- bzw. Betonarten werden andere Bindemittel verwendet. 
Mischbinder ist ein gemischtes Bindemittel, dass an der Baustelle gemischt oder im Baumarkt als Fertigmischung gekauft werden kann (z. B.
Varilith oder Dorosol). Je nach Mischung lässt sich eine unterschiedliche Verdichtbarkeit oder Festigkeit erreichen.

## Verwendung

### Erdaushub
Mischbinder kommt zum Einsatz, wenn Bodenaushub aus bindigem Boden schlecht zu verdichten ist. Der Bodenaushub muss in solchen Fällen durch Austauschmaterial ersetzt werden. Dieses Verfahren ist sehr teuer und umfasst bis zu 80 % der Bausumme auf bspw. einer Kanalbaustelle. Das Verfahren sieht vor, dem Boden Bindemittel wie Mischbinder, Kalk oder Zement hinzuzugeben, um den Boden verdichtungsfähiger zu machen. 
Bei der Verwendung von Mischbinder ist darauf zu achten, dass dem Aushub nicht mehr als 1 % an Bindemittel hinzugegeben wird, da sonst eine zu hohe Staubentwicklung entstehen würde.

### Mörtel
Bei der richtigen Mischung von Mischbinder, Wasser und Gesteinskörnung entsteht Wassermörtel, welcher an der Luft als auch unter Wasser erhärtet. Der entstehende Mörtel kann für Bauteile verwendet werden, die sich außerhalb oder im Wasser befinden. 

### Beton
Das Bindemittel im Beton hat die Aufgabe, die Gesteinskörnung in fester Position zu halten. Es schließt jegliche Zwischenräume zwischen den Körnern und sorgt somit für eine niedrige Kapillarität. Bei einer falschen Mischung des Bindemittels entstehen Hohlräume zwischen der Gesteinskörnung (Poren genannt). In diesem Fall entsteht eine hohe Kapillarität, d. h. der Festbeton zieht mehr Wasser auf als normal und kann dadurch Risse bekommen. Bei Frost dehnt sich das gebundene Wasser aus und der Beton kann brechen. Ausschlaggebend für die Verfüllung ist der Wasser-Zement-Wert. Ist dieser zu gering, so kann es sein, dass das Bindemittel nicht in alle Zwischenräume gelangt und Luftporen hinterlässt.